# Adria-Ausstellung 1913

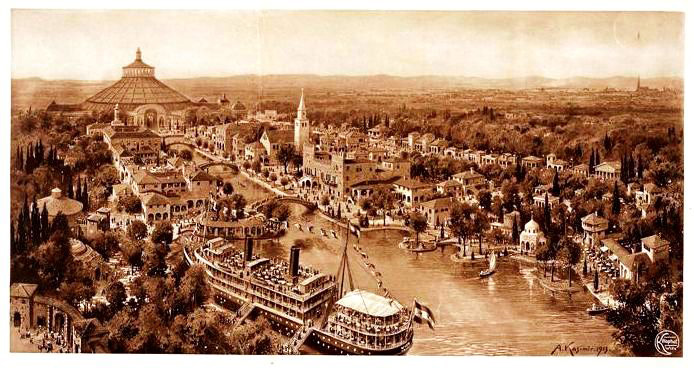
Gelände der Adria-Ausstellung (Sujet: Alois Kasimir († 1930))

Die Adria-Ausstellung war ein Themenpark in Wien, in dem durch Nachbildung von Objekten die Atmosphäre der adriatischen Küste erzeugt werden sollte. Sie fand vom 3. Mai bis 5. Oktober 1913 im Pratergelände bei der Rotunde statt und wurde vom österreichischen Flottenverein organisiert. Mit dieser Veranstaltung sollten die kulturellen und wirtschaftlichen Beziehungen zur Adria-Küste gefördert werden.

## Vorgeschichte
Zwar rückten Reisen durch den verkehrstechnischen Fortschritt in greifbare Nähe, doch war deren Durchführung finanziell noch weitgehend elitären Kreisen vorbehalten. Abhilfe verschafften in Mode gekommene Veranstaltungen, die eine Illusion der Ferne vermittelten. 1913 initiierte der österreichische Flottenverein diese Ausstellung, die von vornherein erfolgversprechend war. Diese faszinierende Ersatzwelt im Wiener Pratergelände, die zwischen Rotunde und Volksprater geschaffen wurde, weckte mit ihrer Illusion einer Reise in die große weite Welt die Sehnsüchte nach der Ferne und lockte damit riesige Menschenmassen an. Mit Venedig in Wien war bereits 18 Jahre zuvor ein vergleichbarer Themenpark, der allerdings rein der Unterhaltung diente, am Prater eingerichtet.

## Ausstellungsprofil

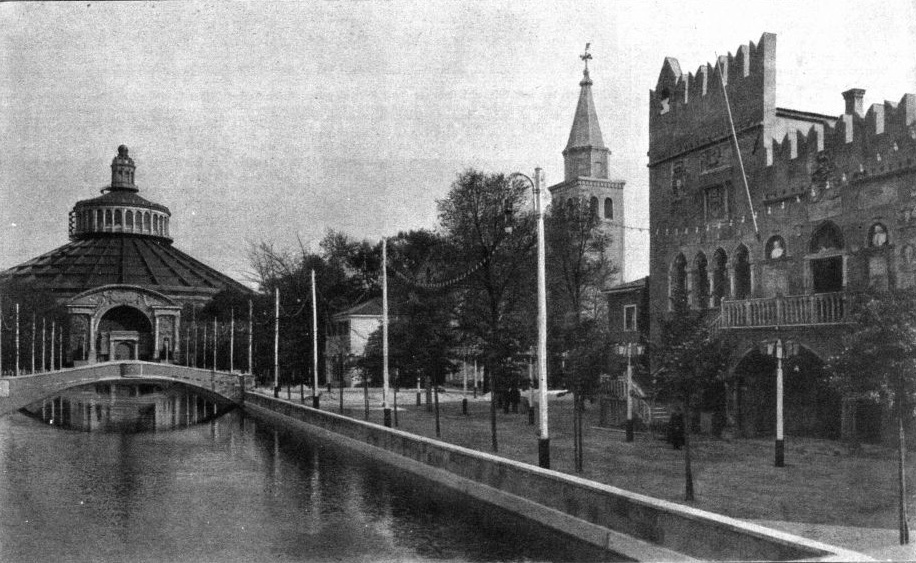
Hauptstraße zur Rotunde, rechts das Landhaus in Capo d’Istria (Koper)

Für die Ausstellung wurden Gebäude und sogar ganze Straßenzüge von Städten der adriatischen Küste im Pratergelände aufgebaut. Ein kleiner künstlicher See wurde angelegt, der die Illusion eines Hafens schaffen sollte. Neben Österreich-Ungarn beteiligten sich Länder wie Italien und die Türkei und sorgten für einen internationalen Flair. Ein venezianischer Prätorenpalast, ein vierzig Meter hoher Campanile, die engen Gassen von Alt-Abbazia oder der Ca d’oro von Pirano aus dem 15. Jahrhundert, versetzten die Besucher in Urlaubsstimmung.
Die Rotunde beherbergte die Exposition der österreichischen Kriegsmarine. Hier wurde eine Kommandobrücke inklusive Kommandoturm eines Schlachtschiffes aufgebaut und darauf nachgebautes Artilleriematerial inszeniert.
Der Rektorenpalast war eine exakte Nachbildung seines Originals in der Stadt Ragusa in Dalmatien. In diesem Gebäude war die Kunstausstellung installiert, die gemeinsam von den drei Wiener Künstlervereinigungen, dem Künstlerhaus, der Secession und dem Hagenbund, veranstaltet wurden. Eine weitere Sonderausstellung haben die bildenden Künstler von Dalmatien ausgerichtet.
Der für die Ausstellung gebaute Dampfer „Wien“ war eine Nachbildung des 1911 in Dienst gestellten Passagierschiffs Wien (III) des Österreichischen Lloyd im halben Maßstab. Er fungierte als Hauptrestaurant der Ausstellung mit 1.200 Plätzen; seine luxuriöse Inneneinrichtung wurde nach der Ausstellung für die Ausstattung eines neu gebauten Dampfers des Österreichischen Lloyd verwendet.
Ein eigenes Kino im Ausstellungspalast der Triester Reederei Austro-Americana zeigte cinematographische Aufnahmen von Mitgliedern der Königshäuser. Die Südbahn zeigte ein Diorama, eine Schaubühne mit Landschaftsbildern.
Während der 155 Betriebstage mit 79 Regentagen konnte mit 2.080.000 Besuchern ein Riesenerfolg gefeiert werden.